# 알키미스트 (음악가)

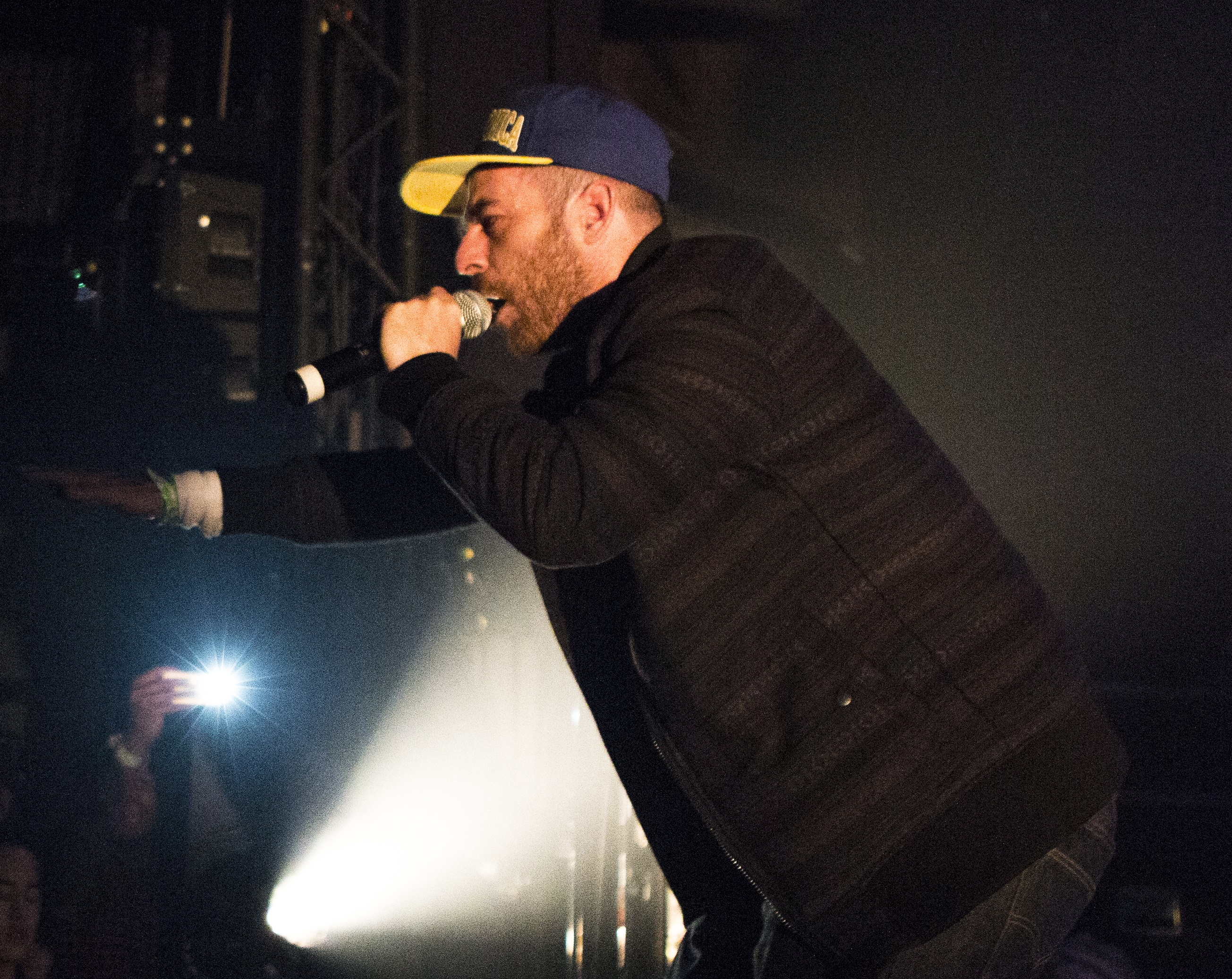

알키미스트(Alchemist, 본명 Alan Daniel Maman, 1975년 10월 14일 -)는 미국의 힙합프로듀서이다.
현재 힙합레이블인 셰이디 레코드/인터스코프 레코드 소속이며, 맙딥, 나스, 에미넴, 제이다키스, 프로디지, 스눕 독 등의 앨범프로듀싱에 참여했다.